# فرودگاه بین‌المللی لوبوم‌باشی
فرودگاه بین‌المللی لوبوم‌باشی (به انگلیسی: Lubumbashi International Airport) یک فرودگاه همگانی با کد یاتا FBM است که یک باند فرود آسفالت دارد و طول باند آن ۳۲۰۳ متر است. این فرودگاه در کشور کنگو قرار دارد و در ارتفاع ۱۱۹۷ متری از سطح دریا واقع شده است.

## شرکت‌های هواپیمایی و مقصدهای پروازی
| شرکت‌های هواپیمایی  | مقصدهای پروازی             |
| ------------------ | -------------------------- |
| Congo Airways      | کنانگا، ان دیلی، بویی مایی |
| هواپیمایی اتیوپی   | بوول                       |
| کنیا ایرویز        | جومو کنیاتا                |
| ساوث افریکن اکسپرس | اولیور تامبو               |